# Boboszewo (gmina)
Boboszewo (bułg. Община Бобошево) – gmina w zachodniej Bułgarii, w obwodzie Kiustendił.

## Miejscowości
Miejscowości wchodzące w skład gminy Boboszewo:
- Badino (bułg.: Бадино),
- Błażiewo (bułg.: Блажиево),
- Boboszewo (bułg.: Бобошево) − siedziba gminy,
- Cikłowo (bułg.: Циклово),
- Dobrowo (bułg.: Доброво),
- Kamenik (bułg.: Каменик),
- Skrino (bułg.: Скрино),
- Słatino (bułg.: Слатино),
- Sopowo (bułg.: Сопово),
- Usojka (bułg.: Усойка),
- Wisoka mogiła (bułg.: Висока могила),
- Wukowo (bułg.: Вуково).